# Веннерстрём, Гуннар
Гу́ннар Э́рик Эмануэ́ль Ве́ннерстрём (швед. Gunnar Erik Emanuel Wennerström; 27 июня 1879, Эр, коммуна Меллеруд, лен Вестра-Гёталанд, Швеция — 2 июня 1931,  приход Гедвиги Элеоноры, Стокгольм) — шведский ватерполист и пловец, бронзовый призёр летних Олимпийских игр 1908.
На Играх 1908 в Лондоне Веннерстрём входил в состав шведской сборной по водному поло. Проиграв в полуфинале, она в итоге заняла третье место и получила бронзовые медали. В плавании он участвовал в заплывах на 1500 м вольным стилем и эстафете 4×200 м вольным стилем, но не прошёл дальше первых раундов.
Веннерстрём является также двукратным чемпионом Швеции на 100 м вольным стилем (1903, 1904). Выступал за клуб «Стокгольм» (швед. Stockholms Kappsimningsklubb).
Похоронен на стокгольмском кладбище Норра бегравнингсплатсен. 